# Partido Humanista (Islandia)
El Partido Humanista (en islandés: Húmanistaflokkurinn) es un partido político fundado en Islandia el 25 de junio de 1984. Ha presentado candidatos en las elecciones parlamentarias de 1987, 1999, 2013 y 2016 pero nunca ha logrado representación. Está afiliado a la Internacional Humanista.
Solicitaron con éxito la lista H para participar en las elecciones parlamentarias de 2013 y posteriormente presentaron una lista de candidatos oficiales el 12 de abril de 2013. En dichos comicios eligieron comparecer solamente en los distritos Norte y Sur de Reykjavik.
El partido se presentó a las elecciones parlamentarias de 1987 y 1999, y presentó candidatos para el Ayuntamiento de Reykjavík en 1986, 1990, 1998 y 2002. Nunca obtuvo representación en ninguno de los dos cuerpos.
En las elecciones parlamentarias de 2016, el partido recibió la menor cantidad de votos en la historia de la república cuando recibió 33 votos, lo que le dio un 0.0% de apoyo.

## Resultados electorales
| Elección | Votos | %    | Escaños | Posición |
| -------- | ----- | ---- | ------- | -------- |
| 1987     | 2434  | 1,6  | 0/63    | 7°       |
| 1999     | 742   | 0,4  | 0/63    | 6°       |
| 2013     | 116   | 0,07 | 0/63    | 14°      |
| 2016     | 33    | 0,02 | 0/63    | 12°      |